# Holländisches Viertel

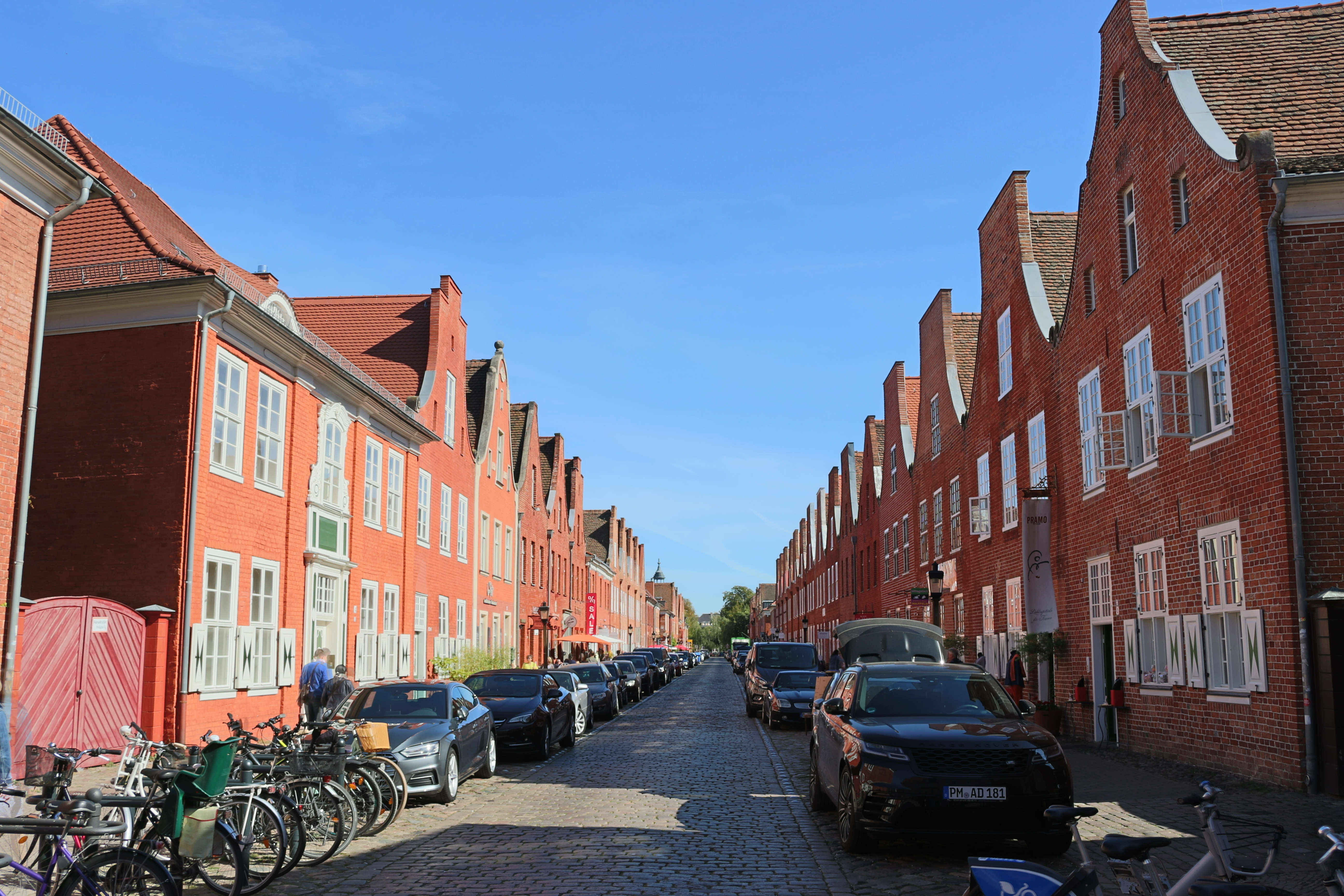
Mittelstraße im Holländischen Viertel

Das Holländische Viertel ist ein im Zentrum Potsdams gelegenes Stadtviertel, das zwischen 1733 und 1742 im Zuge der zweiten Stadterweiterung unter Leitung des niederländischen Baumeisters Jan Bouman aus Amsterdam erbaut wurde. Das Viertel besteht aus 134 Ziegelstein-Häusern, die durch die Mittel- und Benkertstraße in vier Karrees aufgeteilt werden. Unter Friedrich Wilhelm I., als „Soldatenkönig“ bekannt, wurde das Viertel geplant und die beiden westlichen Karrees gebaut. Nach dessen Tod im Jahr 1740 ließ sein Sohn und Nachfolger Friedrich II. das Viertel mit den beiden östlichen Karrees weitgehend nach den Plänen seines Vaters fertigstellen.

## Erbauung

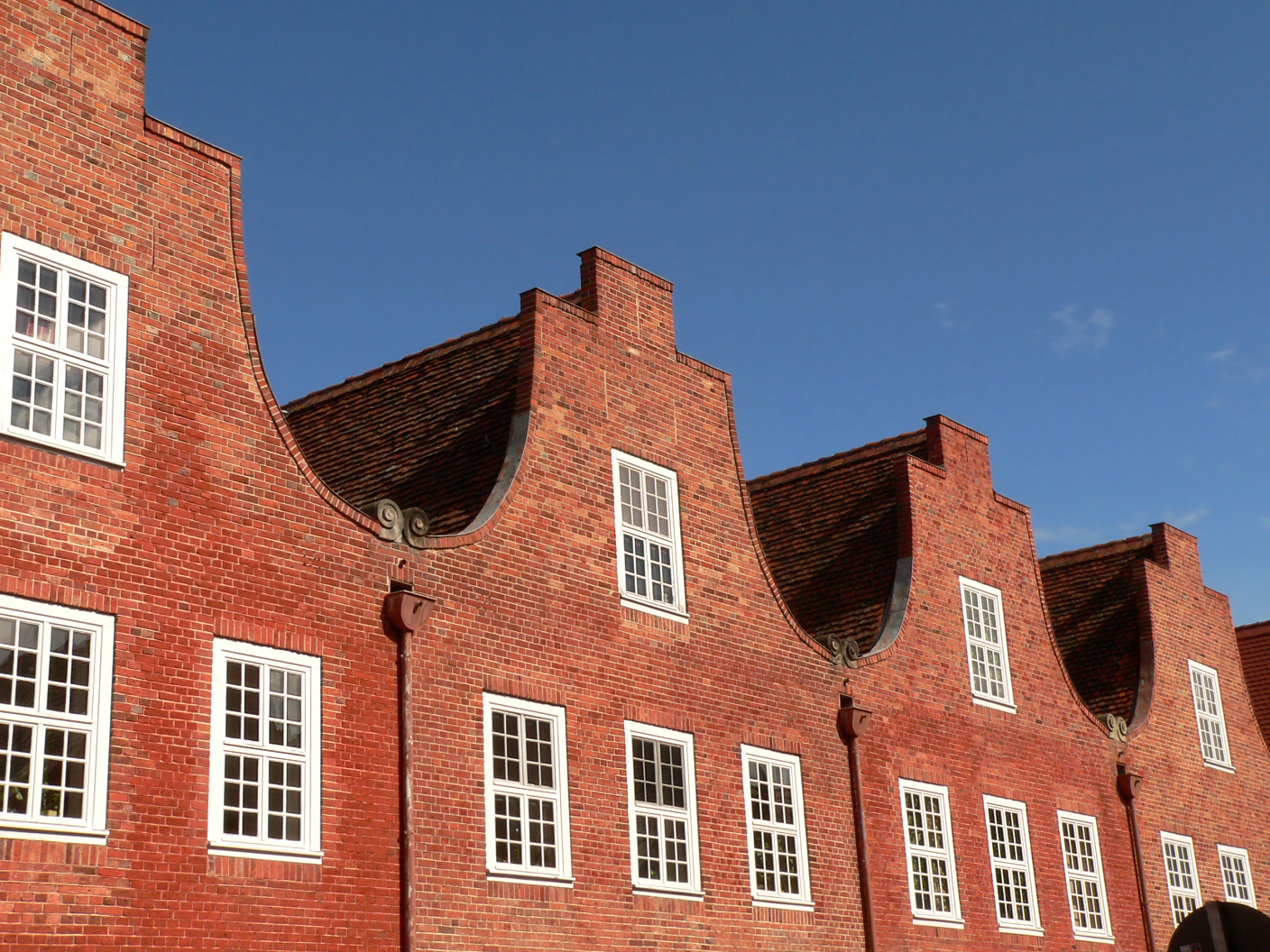
Markante Backsteingiebel

Vor der Errichtung der Häuser wurde der sumpfige Grund des Holländischen Viertels trockengelegt. Dazu wurde ein Bassin geschachtet, um das Wasser abfließen zu lassen und zu sammeln, bevor es in den Heiligen See weitergeleitet wurde. Die Anlage des Bassins war namensgebend für den südlich des Viertels gelegenen Bassinplatz, an dem sich heute die katholische Kirche St. Peter und Paul befindet. Auf dem Bauland des Holländischen Viertels ist mit unzähligen Baumstämmen ein Pfahlrost gegründet worden. Das darauf gesetzte Fundament besteht aus Steinen, bei denen es sich um Rüdersdorfer Kalkstein handelt. Die Blöcke haben eine Höhe von etwa 1,30 Meter und eine Breite von 1,25 Meter. Außerdem war eine Erdaufschüttung des Geländes um einen Meter notwendig. Schöpfwerke hielten während der Arbeiten den Grundwasserspiegel niedrig.

## Geschichte

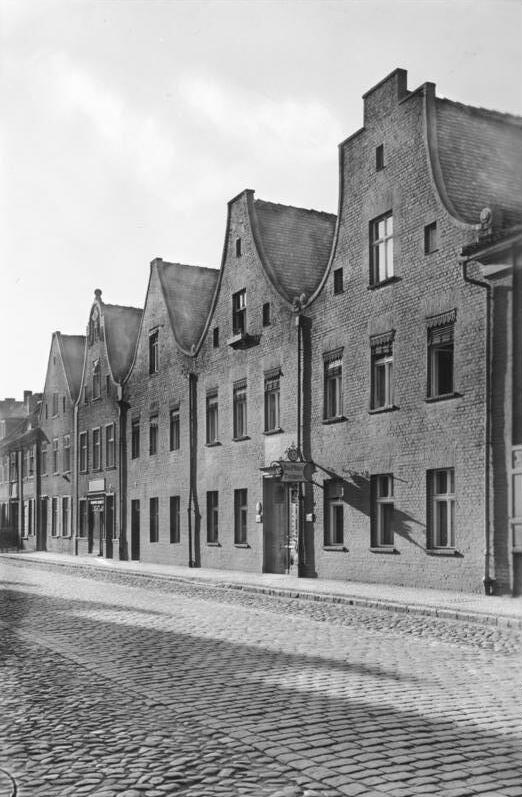
Das Holländische Viertel vor dem Zweiten Weltkrieg

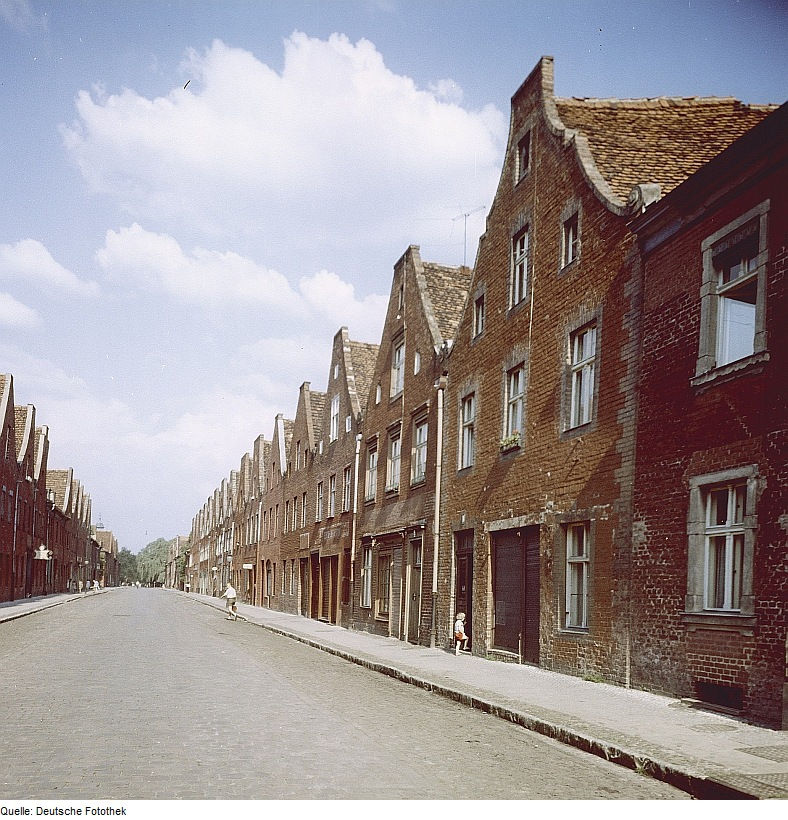
Das Holländische Viertel zwischen 1950 und 1977

Friedrich Wilhelms I. Vorliebe für die niederländische Kultur (mit der die brandenburgisch-preußischen Hohenzollern durch ihre Verwandtschaft mit dem Haus Oranien-Nassau immer wieder konfrontiert wurden) hatte ihn bereits als Kronprinzen 1704/05 auf eine Bildungsreise nach Amsterdam und Den Haag geführt. Das niederländische Vorbild blieb seitdem ein wichtiger Maßstab seiner Vorstellungen eines wirtschaftlich fortschrittlichen Staates und einer zweckmäßigen Architektur. Alle Kirchen, die Friedrich Wilhelm I. in Potsdam bauen ließ, weisen niederländische Einflüsse auf, allerdings ohne sich an bestimmte Vorbilder anzulehnen. Das Jagdschloss Stern, der einzige Bau, den der sparsame König während seiner Herrschaftszeit von 1730 bis 1732 für sich errichten ließ (wahrscheinlich von niederländischen Baumeistern), ist ein Jagdhaus im Stil schlichter niederländischer Bürgerhäuser, sehr ähnlich denen des Holländischen Viertels.
Das Holländische Viertel ist Ausdruck der Vorliebe des „Soldatenkönigs“ für das Land an der Nordsee und für den Wunsch, vom technischen Know-how seiner Bewohner zu profitieren. Das teilweise vom Amsterdamer Viertel Noordse Bos und eklektischen niederländischen Stilen des 17. und 18. Jahrhunderts inspirierte in sich geschlossene Quartier sollte im 18. Jahrhundert niederländische Handwerker nach Potsdam locken. Da diese aber nicht in der gewünschten Zahl kamen, zogen französische und preußische Handelsvertreter, Künstler und Soldaten in die Typenhäuser.
Bis 1878 lag das II. Bataillon des 1. Garde-Regiments zu Fuß hier in Bürgerquartieren. In dieser Zeit waren im Holländischen Viertel ärmere Teile der Bevölkerung und kleinere Handwerksbetriebe. In der Mittelstraße 3, beim Altwarenhändler Bertold Remlinger erwarb 1906 der Hauptmann von Köpenick eine Uniform dieses Garde-Regiments zu Fuß.
Die erst in den 1970er Jahren einsetzenden Restaurierungen konnten den Verfall des Viertels nicht aufhalten. Nach der Wende in der DDR wurde das Viertel wiederentdeckt und nach und nach – auch mit Unterstützung des niederländischen Königshauses – restauriert und saniert.
Eine der beiden Baulücken des Viertels, die sich beide in der Gutenbergstraße befinden, sollte ursprünglich bis zum Jahre 2026 für des Gemeindezentrum der katholischen Peter und Paul-Kirche mit der Rekonstruktion des dortigen früheren Holländerhauses geschlossen werden, was sich seitens des Bauherren aber unbestimmt verzögert. Zu einem Bebauungsvorhaben der anderen Baulücke an der Gutenberg- / Ecke Hebbelstraße ist hingegen nichts bekannt.
Erweiterungen

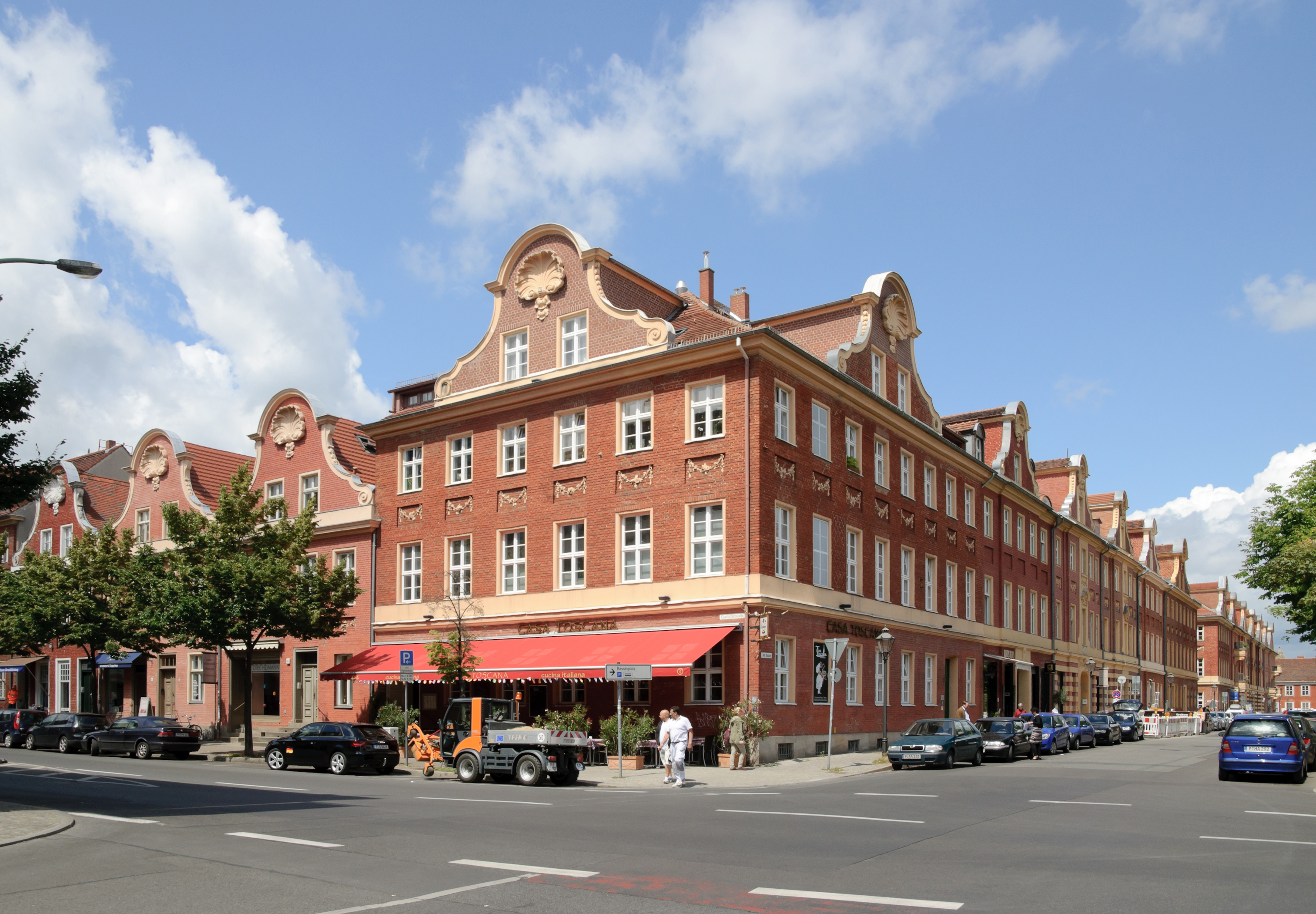
Straßenecke Charlottenstraße / Am Bassin

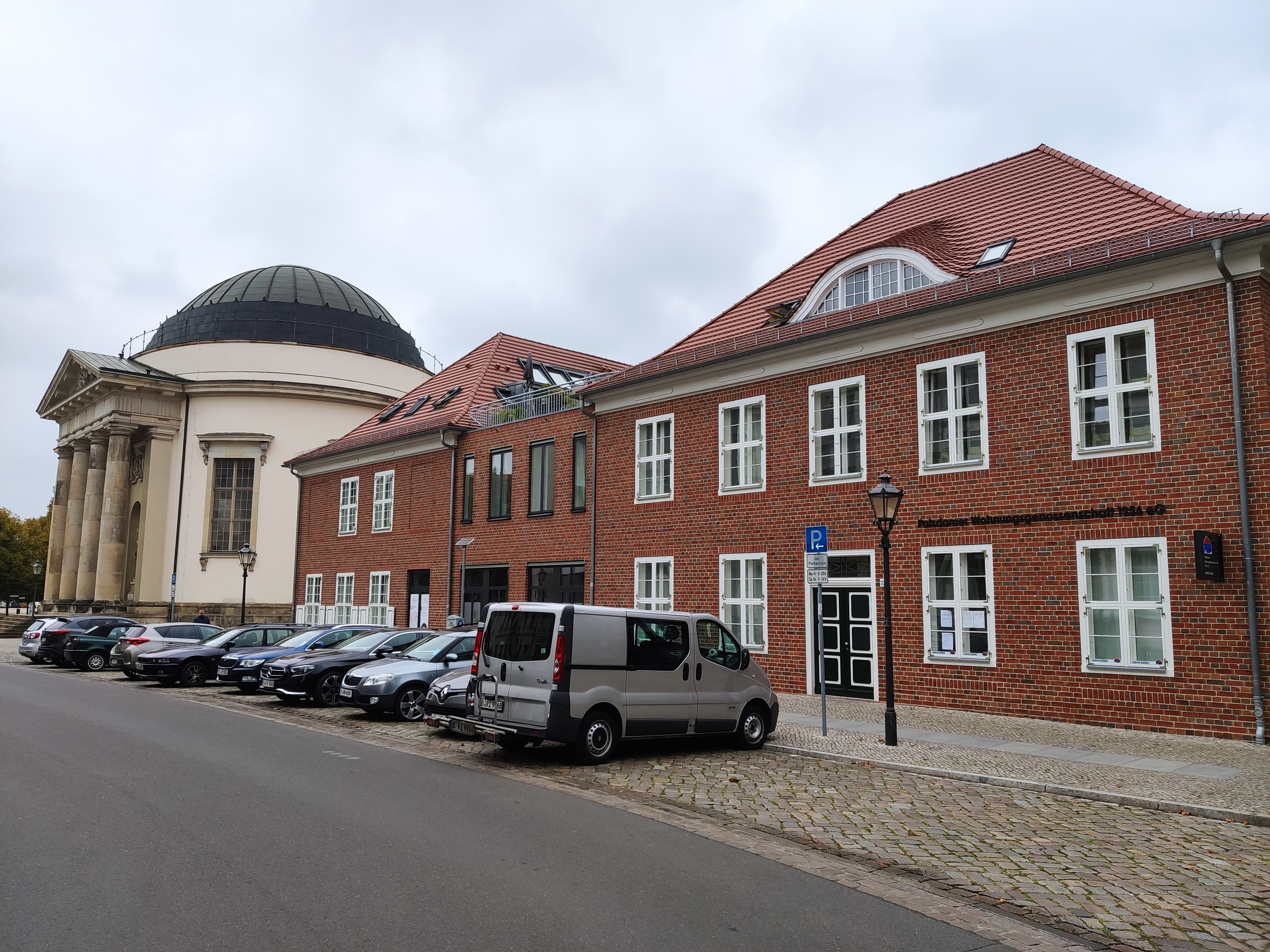
Das Viertel der Seidenweber oder Kleines Holländerviertel

Unter Friedrich dem Großen wurde die Bauweise im niederländischen Stile dann im südlichen Umfeld des Viertels fortgeführt. Die Gebäude dort gehören jedoch nicht mehr direkt zum Holländischen Viertel. Stirnseitig zum Bassinplatz wurden zwei Erweiterungen vorgenommen. Zwischen 1750 und 1752 wurden zunächst drei weitere Holländerhäuser hinter der Französischen Kirche errichtet und von niederländischen Seidenwebern bezogen. Von 1773 bis 1790 wurde dann unter Federführung Carl von Gontards die gegenüberliegende Westseite des Bassinplatzes bebaut, entlang der heutigen Straße Am Bassin und einige Häuser, um die Ecke, in der Gutenberg- und der Charlottenstraße. Die Gontardhäuser blieben dem niederländischen Baustile treu, sind jedoch größer und prachtvoller als die früheren Gebäude. Die drei Karreefronten mit 21 Häusern sind gut saniert erhalten, während die drei gegenüberliegenden Seidenweberhäuser aus den 1750er Jahren 1988 zugunsten eines Helikopterlandeplatzes des dortigen Krankenhauses abgerissen und erst zwischen 2014 und 2016 wieder neu aufgebaut wurden.

## Architektur

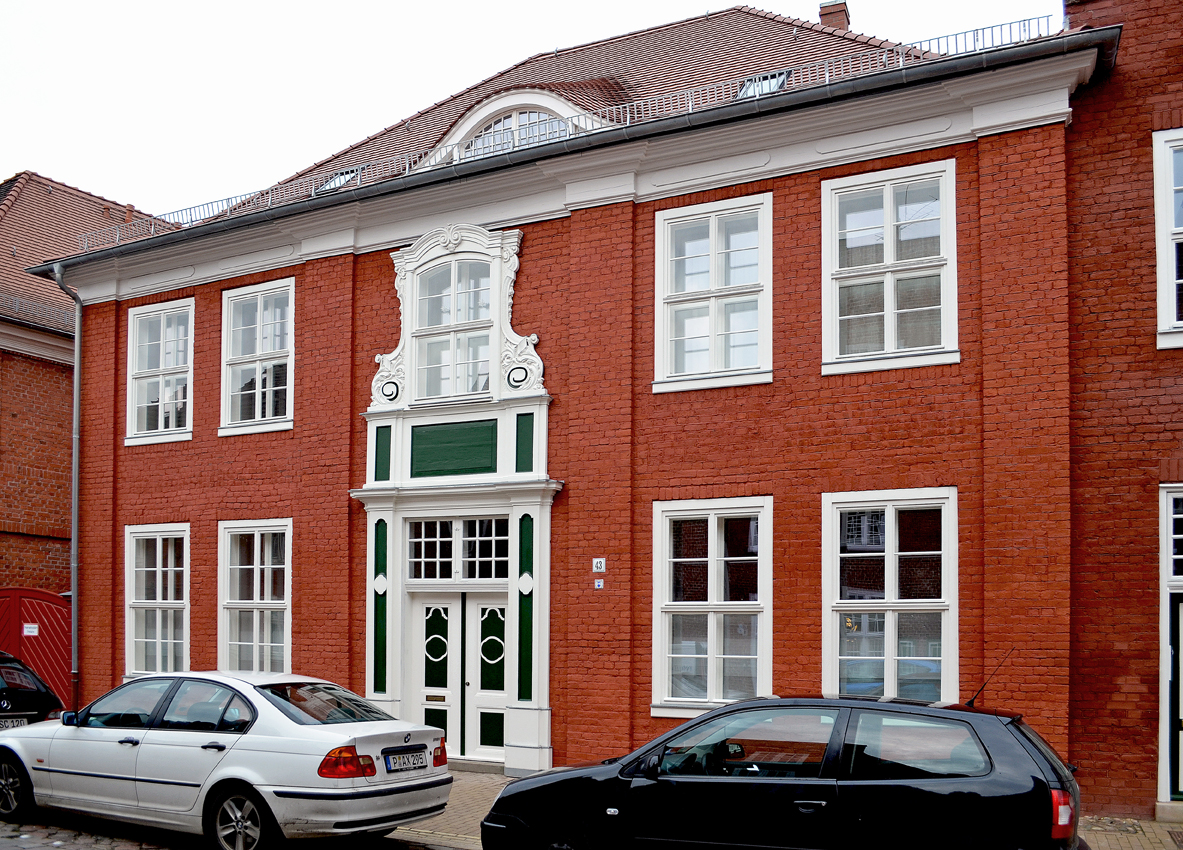
Alleinstehendes Traufenhaus im Holländischen Viertel

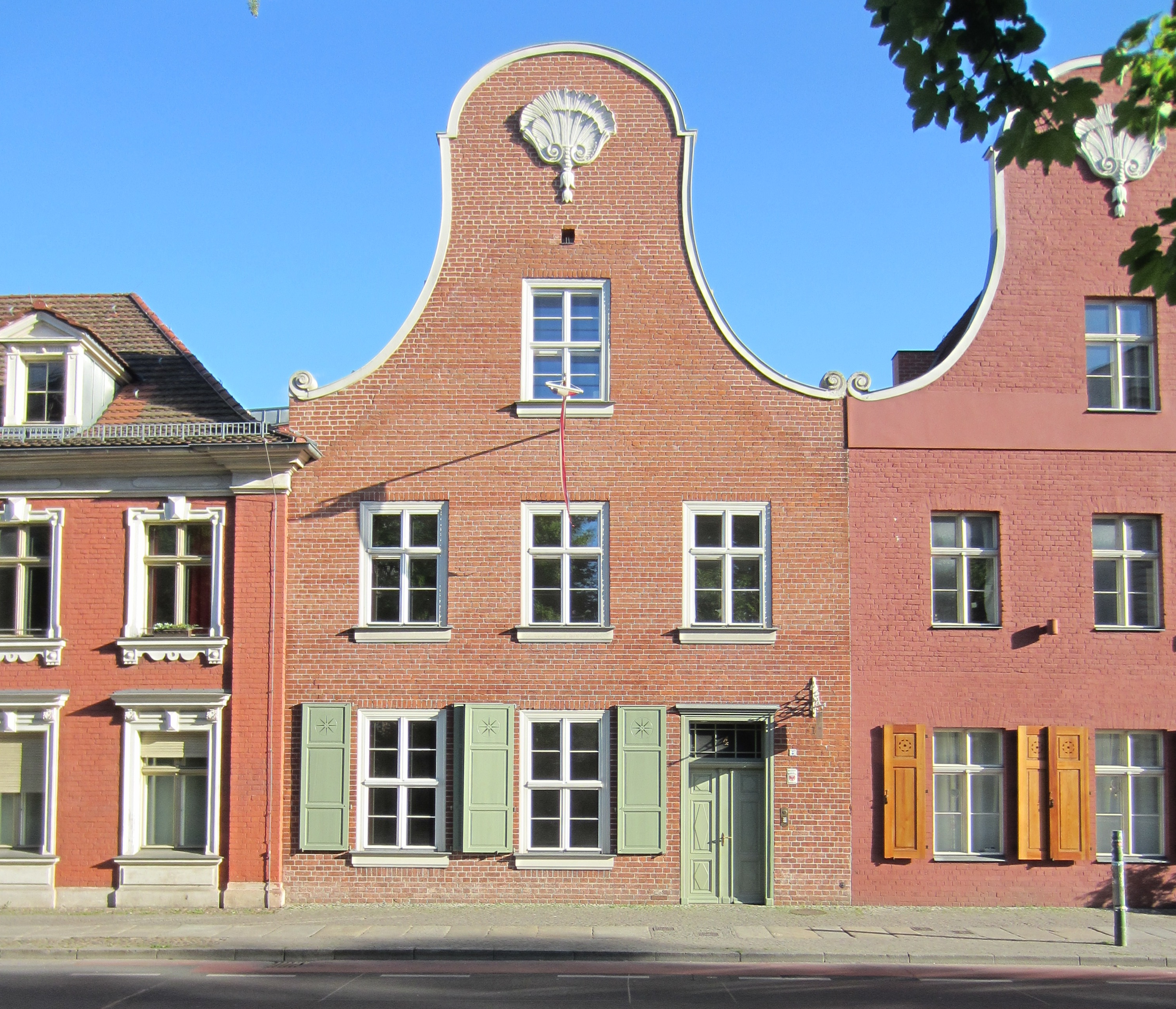
Rundgiebelhaus im Holländischen Viertel

Im Holländischen Viertel lassen sich drei Gruppen von Häusertypen unterscheiden:
- Alleinstehende Traufenhäuser
- Gereihte Traufenhäuser
- Giebelhäuser

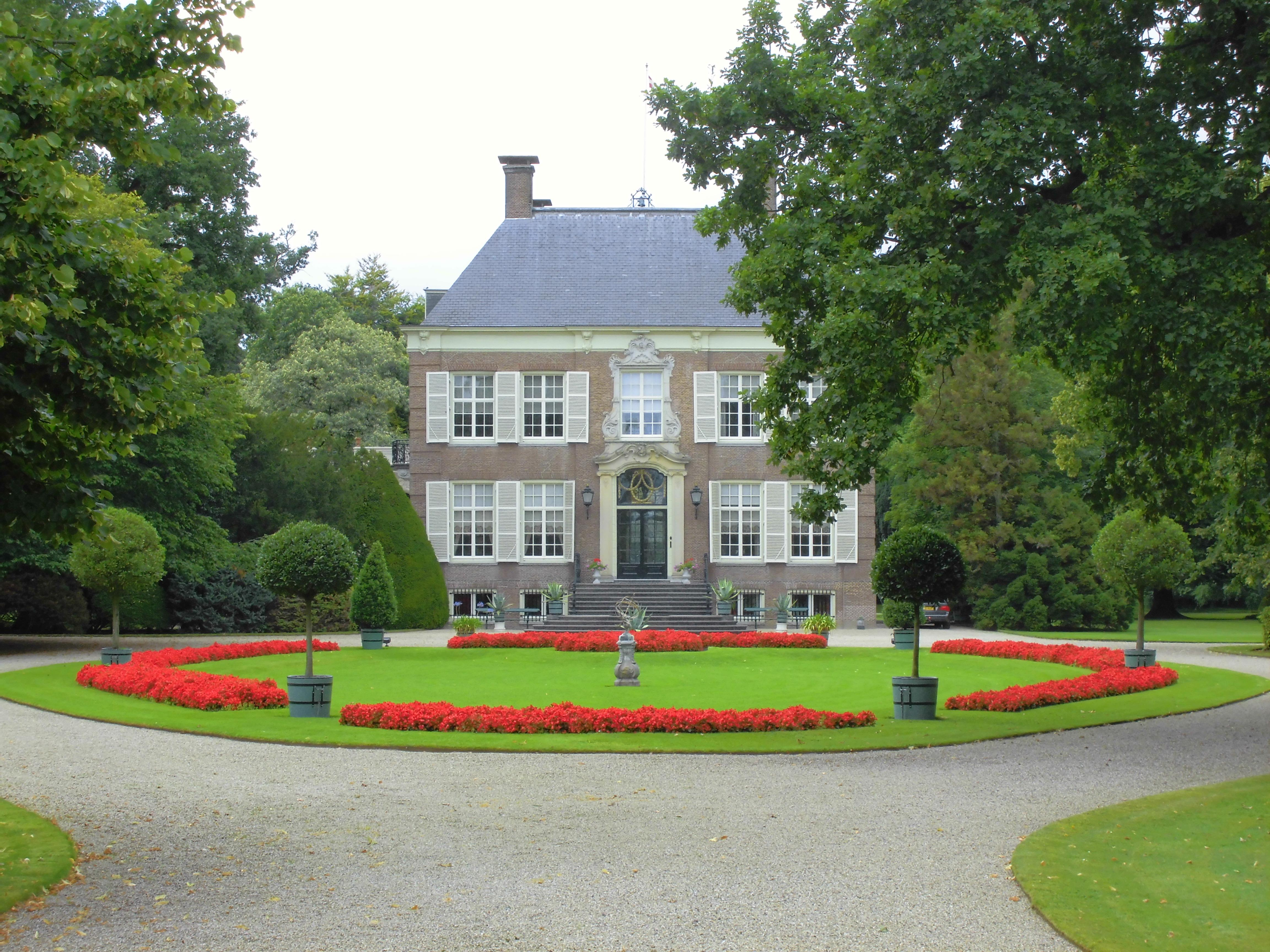
Haus Vreedenhoff von 1750 in Utrecht als Vorbild

Repräsentativ ist die holländisch beeinflusste Fassadengliederung der großen alleinstehenden Traufenhäuser mit ihren Holzverzierungen. Vorbild ist ein Haustyp, wie er in der Republik der Sieben Vereinigten Provinzen zum Beispiel durch das Haus Vreedenhoff in Nieuwersluis bei Utrecht repräsentiert wird. Sowohl bei den alleinstehenden Traufenhäusern im Holländischen Viertel als auch beim Haus Vreedenhoff handelt es sich um ein zweigeschossiges Gebäude mit fünf Achsen und dem Eingang in der Mitte. Die Eingänge sind mit den für die Niederlande typischen hölzernen barocken Portaldekorationen verkleidet, die mit ihren oberen Ausläufern bis an das Hauptgesims stoßen. Die Hauptgesimse sind ebenfalls aus Holz und weiß gestrichen. Die Fassaden sind gegliedert durch schwach vorspringende Ecklisenen und zwei die Mittelachse flankierende Lisenen, die die Portaldekorationen einrahmen.
Die Giebelhäuser im Holländischen Viertel wurden ursprünglich als „halbe Häuser“ bezeichnet. Sie sind wie die Traufenhäuser 2-geschossig, aber dreiachsig angelegt mit einem Eingang und zwei Fensterachsen und haben ungefähr die halbe Wohnfläche der fünfachsigen Traufenhäuser.
Weitere auf nordniederländische Handwerkstradition zurückgehende Elemente, die sich an allen drei Haustypen im Holländischen Viertel beobachten lassen, sind die weiß gestrichenen, quadratisch verglasten Fenster mit den nur in der Republik vorzufindenden breiten weißen Holzzargen und den grünen halben Fensterläden, den sogenannten Windläden. Ein Charakteristikum niederländischer Hauseingänge ist es, dass das mit kleinteiliger quadratischer Verglasung versehene Oberlicht mit der Außenseite der auch hier obligatorischen hölzernen Zarge bündig liegt, während das Türblatt auf der Innenseite der Zarge angeschlagen ist.
Im holländischen Viertel hat es an den Giebelhäusern ursprünglich wohl nur zwei unterschiedliche Giebelformen gegeben, wie es auch von den Traufenhäusern jeweils zwei Typen gab. Eine ähnliche Konformität findet sich im Straßenbild der Republik im 18. Jahrhundert nicht. Wer im fortschrittlichen Holland baute, tat dies nach seinem persönlichen Geschmack und Vermögen. So entstand ein höchst differenziertes und individualisiertes Straßenbild mit zum Teil auf prächtigste verzierten Giebeln, die den Wohlstand des Hausbesitzers dokumentieren sollten. Demgegenüber spiegelt die Gleichförmigkeit der Fassaden im Holländischen Viertel eher den persönlichen Geschmack Friedrich Wilhelms I. und dessen Wunsch nach einer zweckmäßigen und vor allem sparsamen Bauweise wider. Was in der Republik über lange Zeit entstanden und Ausdruck einer individuellen Lebensführung war, wurde in Potsdam gewissermaßen preußisch nachexerziert. So ähneln die Giebelhäuser im Holländischen Viertel eher niederländischen Lagerhäusern (pakhuizen) oder insbesondere den hofjes, also den Altenheimen.
Der Denkmalpfleger Friedrich Mielke zum Holländischen Viertel:

„Dennoch ist das Holländische Viertel mehr als eine unvollkommene Nachahmung. Es ist der gebaute Ausdruck für die engen geistigen Beziehungen zwischen Holland und Brandenburg. Die persönliche Verbundenheit der beiden Herrscherhäuser mag eine wichtige vermittelnde Rolle gespielt haben, entscheidender jedoch war das höhere wirtschaftliche, technische und kulturelle Niveau der Niederlande, von dem Brandenburg sehr vieles profitieren konnte und profitieren wollte.“

## Eigenarten

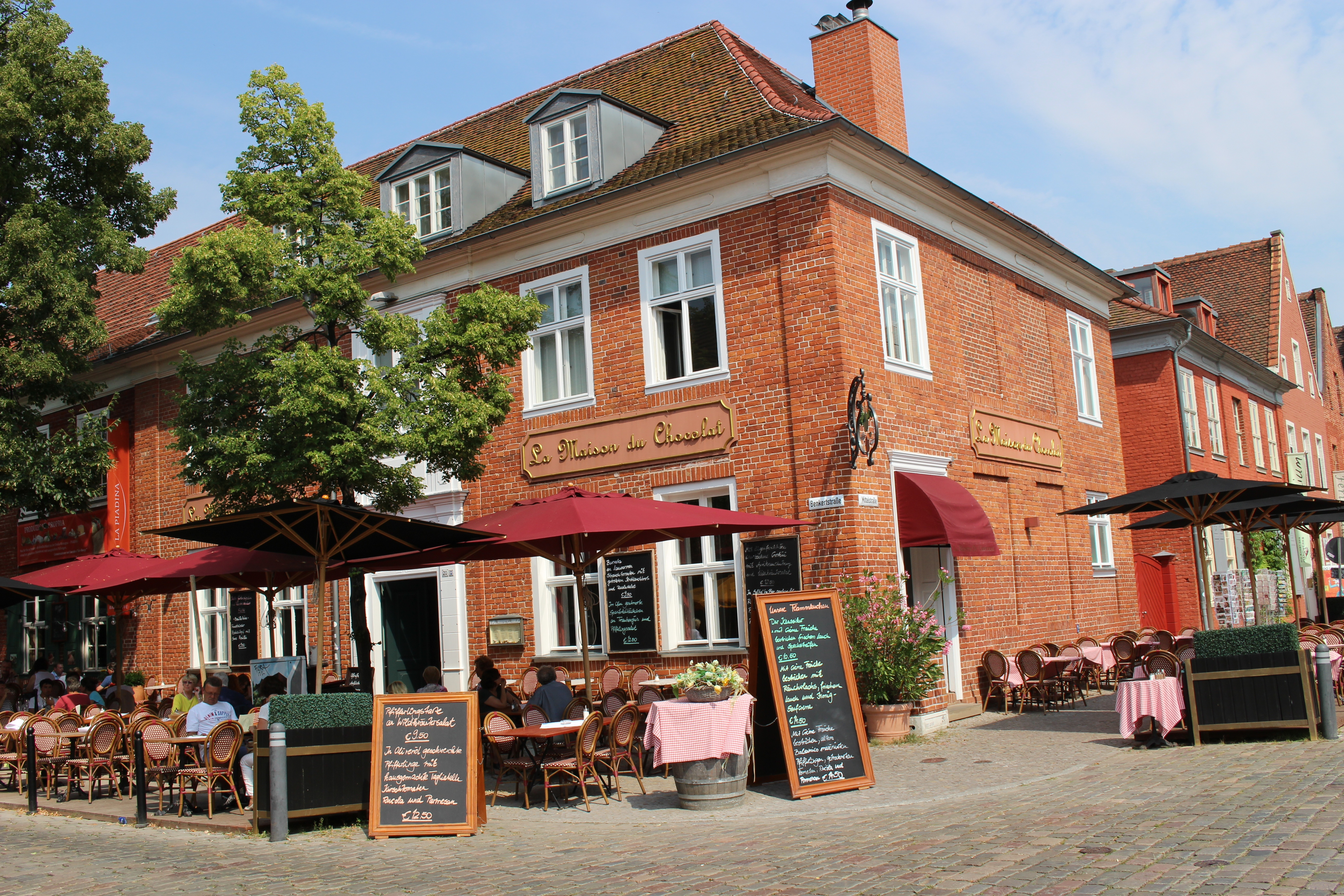
Café an der Kreuzung im Zentrum des Viertels

Die Mischung von Wohnraum, kleinen Läden, Galerien, Werkstätten, Kneipen, Restaurants und Cafés geben dem Holländischen Viertel ein Flair, das es bei Einwohnern und Touristen gleichermaßen beliebt macht.

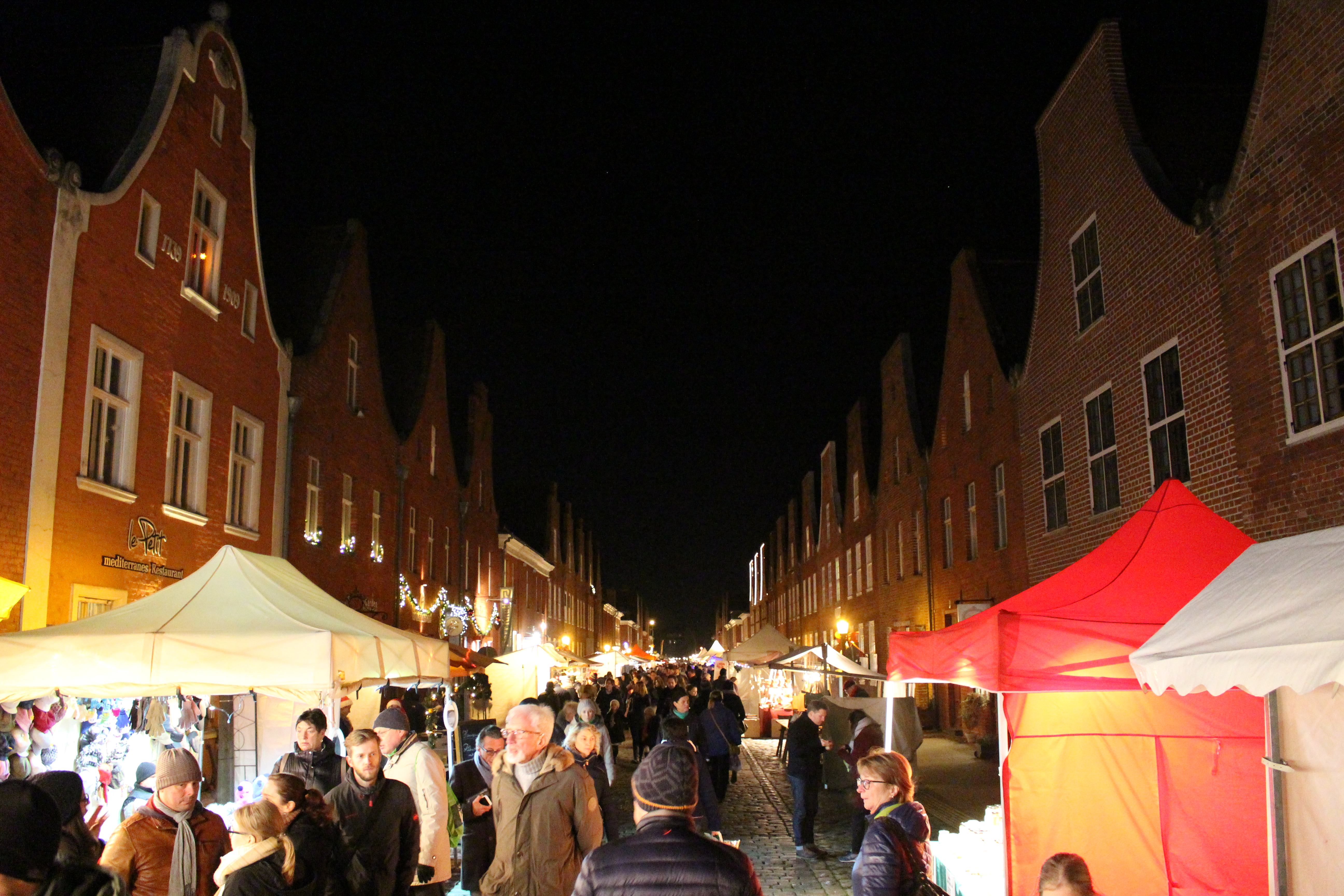
Holländischer Weihnachtsmarkt

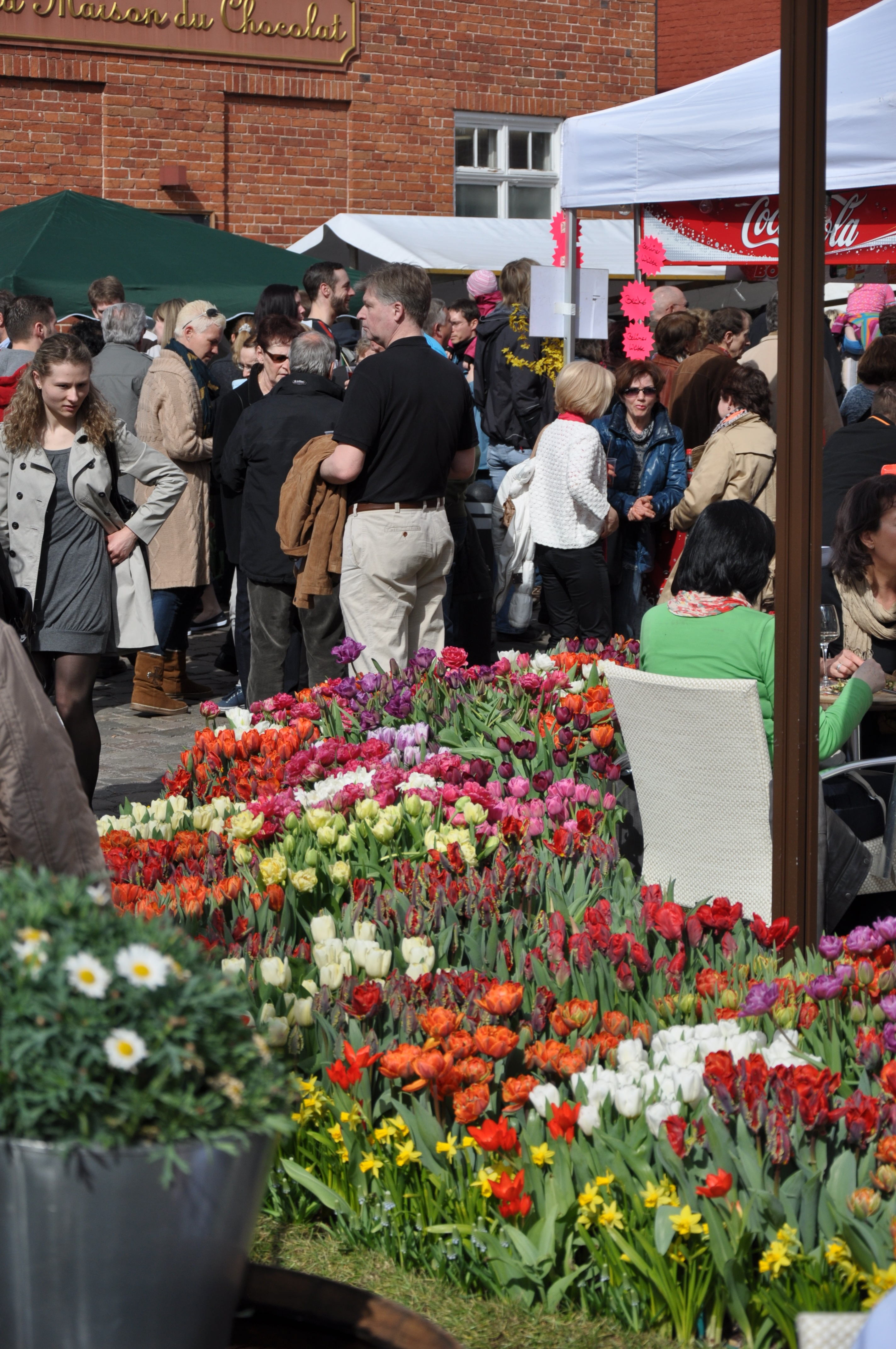
Tulpenfest

Das Haus Mittelstraße 8, das auch Jan-Bouman-Haus heißt, zeigt als Museum Hintergründe zur Entstehung des Holländischen Viertels. Das Museum wird betrieben vom „Förderverein zur Pflege Niederländischer Kultur in Potsdam e. V.“ Im Haus Mittelstraße 25 wohnte ab 1746 der Hofbildhauer Friedrich Christian Glume.
In der Gutenbergstraße befindet sich das URANIA-Planetarium Potsdam.
Jährlich findet im Holländischen Viertel im September der Töpfermarkt und im Dezember der niederländische Weihnachtsmarkt (Sinterklaas) statt. Im Viertel sowie am angrenzenden Bassinplatz findet jedes Jahr im April das Tulpenfest statt, das speziell auf die holländische Tradition des Viertels zurückgeht.
1777 zog Carl von Gontard, einer der bedeutendsten Architekten Friedrichs des Großen, in das Haus in der Benkertstraße 16.
Das Viertel diente unter anderem als Kulisse der Stadt Amsterdam während der Dreharbeiten der fünften Staffel von Homeland und ist regelmäßig Drehort der Serie jerks. von und mit Christian Ulmen.